# Naturschutzgebiet Schwarzbach (Saalach)
Koordinaten: 47° 39′ 51″ N, 12° 50′ 21″ O

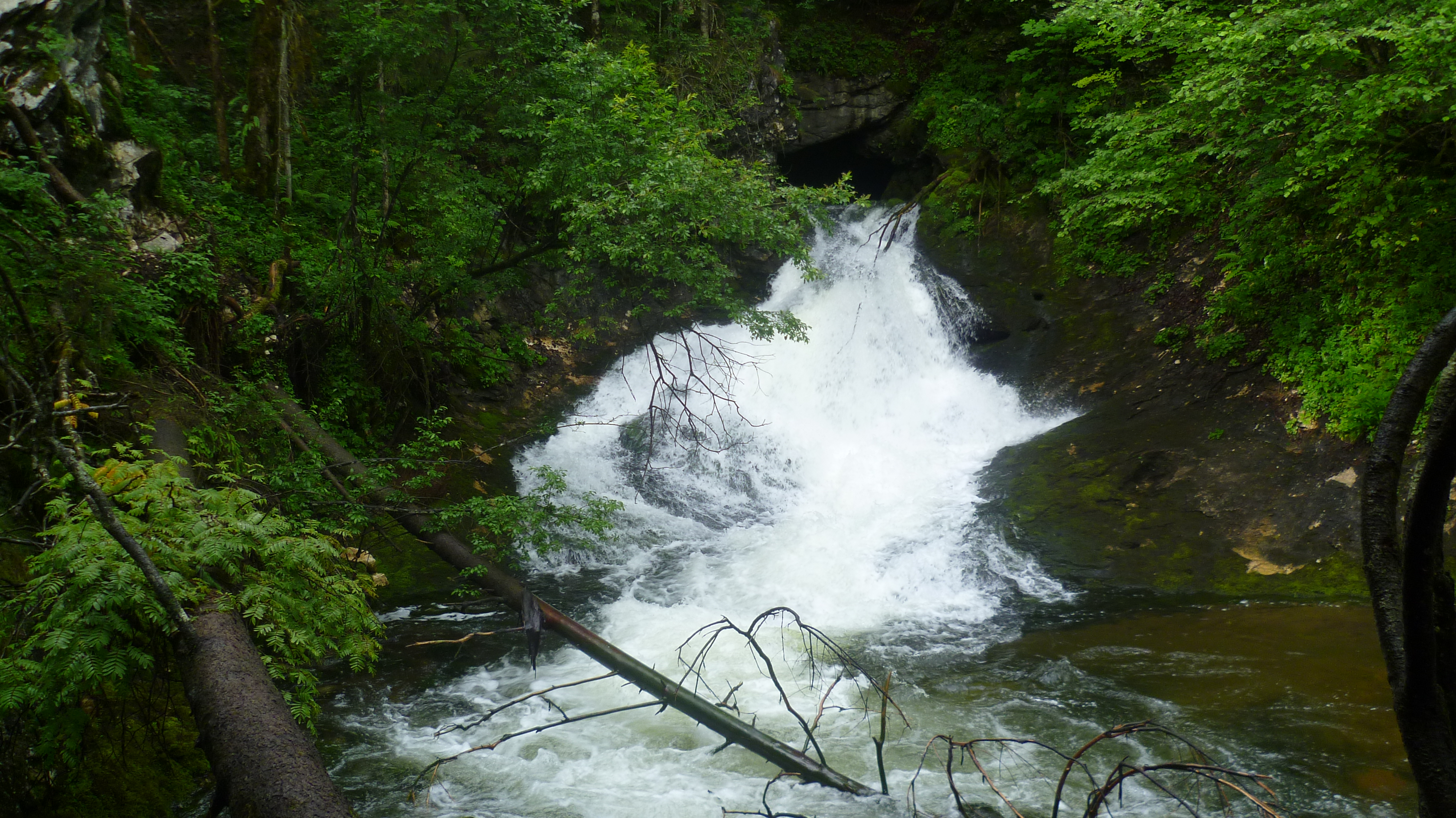
Naturschutzgebiet Schwarzbach (Saalach) (Juli 2011)

Das Naturschutzgebiet  Schwarzbach (Saalach) liegt im Landkreis Berchtesgadener Land in Oberbayern. Es erstreckt sich südlich von Unterjettenberg, einem Ortsteil der Gemeinde Schneizlreuth, entlang des Schwarzbaches, eines rechten Zuflusses der Saalach, und der B 305. Westlich, 4,5 km entfernt, verläuft die Staatsgrenze zu Österreich.

## Bedeutung
Das rund 51 ha große Gebiet mit der Nr. NSG-00515.01 wurde im Jahr 1996 unter Naturschutz gestellt.